# Botuverá
Botuverá is een gemeente in de Braziliaanse deelstaat Santa Catarina. De gemeente telt 4.345 inwoners (schatting 2009).

## Aangrenzende gemeenten
De gemeente grenst aan Blumenau, Brusque, Guabiruba, Indaial, Nova Trento, Presidente Nereu en Vidal Ramos.

## Verkeer en vervoer
De plaats ligt aan de weg BR-486/SC-486.